# Hans Franz
Hans Franz (* 13. Oktober 1951) ist ein ehemaliger deutscher Fußballspieler und -trainer.

## Karriere
Franz’ höherklassige Karriere begann beim 1. FC Kaiserslautern, für dessen Profimannschaft er aber kein Spiel bestritt. Vom Stadtrivalen VfR Kaiserslautern war er zum FCK gekommen. 1974 wechselte er zu Gummi Mayer Landau (heute ASV Landau) in die Amateurliga Südwest. 1976/77 spielte er in Belgien beim FC Beringen und ab 1977 in der Schweiz. Hier war er zunächst beim FC Aarau und beim FC Vevey Sports 05 aktiv. Von 1984 bis 1989 spielte er beim FC Winterthur mit einer Unterbrechung – 1986/87 war er Trainer des FC Olten in der Nationalliga B. Später war er Trainer des FC Fehraltorf, mit dem er 1991 in die 2. Liga aufstieg. Während der Saison 1992/93 übernahm er das Traineramt beim FC Frauenfeld.